# Сокровище мертвеца
«Сокровище мертвеца» (англ. Dead Man's Treasure) — двадцатая серия пятого сезона культового британского телесериала «Мстители» с Патриком Макни и Дайаной Ригг в главных ролях и Эдвином Ричфилдом в качестве приглашённой звезды.

## Сюжет
Стид и миссис Пил участвуют в ежегодном авторалли, чтобы заполучить призовую шкатулку с ценным для них содержимым.

## В ролях
| Актёр             | Роль               |
| ----------------- | ------------------ |
| Патрик Макни      | Джон Стид          |
| Дайана Ригг       | Эмма Пил           |
| Норман Боулер     | майор Майк Колборн |
| Валери Ван Ост    | Пенни Плэйн        |
| Эдвин Ричфилд     | Алекс              |
| Нил МакКарти      | Карл               |
| Артур Лоу         | сэр Джордж Бэнстид |
| Айвор Дин         | Бэйтс              |
| Рио Фаннинг       | Бобби Дэнверс      |
| Пенни Бёрд        | мисс Пибоди        |
| Джерри Крэмптон   | первый гость       |
| Питер Дж. Эллиотт | второй гость       |

## Интересный факт
Валери Ван Ост (Пенни) была одной из нескольких актрис, пробовавшихся на замену Дайаны Ригг.

## Производство
Съемка серии началась 5 июня 1967 года и была закончена 2 августа того же года. В создании серии также участвовали режиссеры Роберт Дэй, который помимо некоторых кадров снял эпилог, и Роберт Ашер. Серия была спродюсирована Альбертом Феннелом и Брайаном Клеменсом и исполнительным продюсером Джулианом Уинтлом, в производство была спроектирована Робертом Джонсом. Полин Коллинз озвучивала в студии небольшую часть речи актрисы Пенни Бёрд в роли мисс Пибоди.

## Эфир
- Серия впервые транслировалась в Великобритании в Grampian Television регионе в среду 18 октября 1967 года[5].
- В воскресенье 21 января 1996 года сокращенная версия серии транслировалась на российском телеканале "ТВ6 Москва"[6]. Показ не включал рекламные вставки[7].

## Русский закадровый перевод на киностудии "Фильмэкспорт"
- Ольга Крылова — перевод на русский язык
- Ирина Морозова — режиссер
- Татьяна Борисова — звукооператор
- Татьяна Карасева — инженер звукозаписи

Роли озвучивали:
- Марина Левтова — Эмма Пил
- Дмитрий Матвеев — Джон Стид, титры и надписи
- Наталья Гурзо — Пенелопа и мисс Пибоди
- Александр Рыжков — Бенстид и почтальон
- Юрий Саранцев — Бэйтс, Алекс и Дэнверс
- Игорь Тарадайкин — Майк и Карл

## Ссылка
- «Сокровище мертвеца» (англ.) на сайте Internet Movie Database